# Deutsches Zentrum für Altersfragen

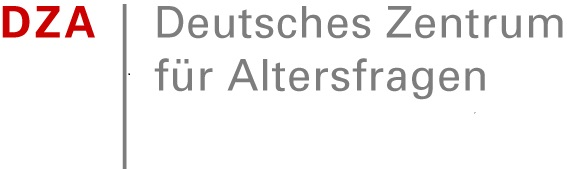

Das Deutsche Zentrum für Altersfragen (DZA) ist eine Forschungseinrichtung des Bundes (Ressortforschungsinstitut) in der Zuständigkeit des Bundesministeriums für Familie, Senioren, Frauen und Jugend mit Sitz in Berlin. Kommissarische Institutsleiterin ist Julia Simonson.

## Geschichte
Seit seiner Gründung 1974 setzt sich das Deutsche Zentrum für Altersfragen (DZA) mit Fragen zum Alter und Altern auseinander. Zunächst arbeitete das Institut als wissenschaftliches Dokumentations- und Informationszentrum. Die Hauptaufgabe bestand im Sammeln und Aufbereiten von Daten und Wissen über die Lebenslagen älterer Menschen. Seit etwa 20 Jahren wird am DZA sozial- und verhaltenswissenschaftliche Alternsforschung betrieben. Das DZA entwickelte sich zu einem international anerkannten Forschungs- und Politikberatungsinstitut, das neben dem Deutschen Alterssurvey und dem Deutschen Freiwilligensurvey Drittmittelprojekte durchführt sowie Beratungsleistungen für das fördernde Bundesministerium für Familie, Senioren, Frauen und Jugend erbringt.
Der Verein gehört zur Arbeitsgemeinschaft der Ressortforschungseinrichtungen und ist Mitglied im Berliner Verbund außeruniversitärer Forschungseinrichtungen Berlin Research 50 (BR50).

## Arbeitsbereiche
Das DZA ist gegliedert in die Arbeitsbereiche Forschung, Politikberatung und wissenschaftliche Informationssysteme und verfügt über eine Fachbibliothek.

### Forschung
Die Organisation folgt den Prämissen:
1. Individuelle Entwicklung vollzieht sich über den gesamten Lebenslauf. (2) Altwerden ist in den sozialen und kulturellen Wandel eingebettet.
2. Die Lebensphase Alter zeichnet sich durch Vielfalt und Ungleichheit aus.

Themenbereiche der Forschung am DZA sind
- Sozio-ökonomische Fragen und gesellschaftliche Teilhabe im Alter
- Arbeit und Ruhestand, Übergänge, Alterssicherung
- Einkommen, Vermögen, Altersarmut, Erbschaften
- Wohnen und Nachbarschaft
- Freiwilliges Engagement, Ehrenamt, Partizipation
- Digitalisierung und Technik
- Soziale Beziehungen und Gesundheit im Alter
- Soziale Beziehungen: Familie, Partnerschaft, Freunde und Freundinnen, Einsamkeit
- Informelle Hilfe, Unterstützung und Pflege durch Angehörige
- Gesundheit, Wohlbefinden, Lebenszufriedenheit
- Altersbilder, Altersdiskriminierung, Einstellungen

Wesentliches Kriterium bei der Forschung des Instituts ist die Ausrichtung auf anwendungsbezogene, politikorientierte Fragestellungen.
Am DZA wird (seit 2001) der Deutsche Alterssurvey (DEAS) durchgeführt, eine thematisch umfassende, längsschnittlich angelegte Studie zu Lebenssituationen in der zweiten Lebenshälfte. Zwischen 2011 und 2021 hatte das DZA auch die wissenschaftliche Leitung des Freiwilligensurveys inne, einer repräsentativen Befragung von Personen ab 14 Jahren zum freiwilligen Engagement in Deutschland. Weitere Projekte waren das europäische Drittmittelprojekt OASIS (Old Age and Autonomy: The Role of Service Systems and Intergenerational Family Solidarity; 2000 bis 2003), das Drittmittelprojekt LAW (Lebensläufe und Alterssicherung im Wandel; 2009 bis 2012), die Drittmittelprojekte PREFER I und II (Personale Ressourcen für Autonomie trotz Multimorbidität im Alter; 2008 bis 2013)  oder die Hochaltrigenstudie D80+ (gemeinsam mit ceres – Cologne Center for Ethics, Rights, Economics, and Social Sciences of Health an der Universität zu Köln). Aktuelle Projekte sind unter anderem: CoESI: Die Folgen der Corona-Pandemie auf die Entwicklung sozialer Integration,Historische Unterschiede in der Qualität der Anpassung an den Ruhestand und deren Prädiktoren und „Inequalities in ageing well and the significance of transitions in later life“ (TRILL).

### Politikberatung
In der Politikberatung werden wissenschaftliche Befunde für Akteure in der Politik aufbereitet. Dabei finden die verschiedenen Ebenen der Sozial- und Seniorenpolitik (Bund, Länder, Kommunen) Berücksichtigung. Die Politikberatung des DZA ist auf die Zusammenstellung und Vermittlung von Informationen und Wissensbeständen ausgerichtet, die für die Planung sozialpolitischen und altenhilfepolitischen Handelns von Bedeutung sind.
Seit 1995 unterstützt das DZA mit einer Geschäftsstelle die Arbeit der Expertenkommissionen, die die Altersberichte der Bundesregierung erstellen. Die Sachverständigenberichte liefern aktuelle Bestandsaufnahmen zur Lebenssituation älterer Menschen in Deutschland. Zudem hat das DZA an den Weltaltenplänen der Vereinten Nationen mitgewirkt.
Seit Herbst 2018 ist die Geschäftsstelle Nationale Demenzstrategie im DZA angesiedelt. Um ein gesellschaftliches Bewusstsein für Menschen mit Demenz, umfassende Beratungsangebote für Betroffene und deren Angehörige, eine bessere Vereinbarkeit von Pflege und Beruf, aber auch eine demenzsensible medizinische und pflegerische Versorgung zu erreichen, wurde zusammen mit zahlreichen Partnern aus Politik, Gesellschaft und Forschung die Nationale Demenzstrategie entwickelt. Die Weiterentwicklung wird durch die kontinuierliche Zusammenarbeit der teilnehmenden Akteure und die zukünftigen Handlungsbedarfe bestimmt sein. Die Nationale Demenzstrategie wird vom Bundesministerium für Familie, Senioren, Frauen und Jugend und dem Bundesministerium für Gesundheit gefördert.

### Wissenschaftliche Informationssysteme: Forschungsdatenzentrum
Das Forschungsdatenzentrum (FDZ-DZA) bereitet die Mikrodaten des Deutschen Alterssurveys und des Freiwilligensurveys in Form von Scientific Use Files für die wissenschaftliche Forschung und Lehre auf, stellt entsprechende Dokumentationsmaterialien zur Verfügung und berät Interessierte und Nutzer der Daten. Als Teil der Sozialberichterstattung des DZA werden Publikationen und Kurzberichte angeboten.

### Bibliothek
Die eigene Bibliothek ist die umfangreichste Sammlung wissenschaftlicher und anwendungsorientierter Literatur zum Thema „Alter und Altern“ im deutschsprachigen Raum und existiert seit Gründung des DZA im Jahr 1974. Sammelschwerpunkte der Bibliothek sind die Themen Gerontologie, Soziologie, insbesondere Alter(n)ssoziologie und Soziologie des Lebenslaufs, Entwicklungspsychologie des höheren Lebensalters, Alten-/Senioren- und Sozialpolitik, gesundheitliche Versorgung älterer Menschen sowie die Bereiche Altenhilfe, Altenpflege und Pflegewissenschaft mit Bezug auf ältere Menschen. Drei Sondersammelgebiete ergänzen den Bibliotheksbestand: eine Lehrbuchsammlung für Auszubildende und Studierende sozialer und pflegerischer Berufe, literarische Betrachtungen des Alters und die Altenpläne der Bundesländer.
Der Bestand der Spezialbibliothek ist inhaltlich und formal erschlossen und wird in dem Onlinekatalog GeroLit nachgewiesen.

## Bibliographie
- Tesch-Römer, C. (2011). Deutsches Zentrum für Altersfragen. In Deutscher Verein für öffentliche und private Fürsorge (Hrsg.), Fachlexikon der Sozialen Arbeit (7. Auflage, S. 184–185). Baden-Baden: Nomos.
- Wolff, J.K. & Tesch-Römer, C. (2015). Deutsches Zentrum für Altersfragen (DZA). Psychotherapie im Alter, 12(3).